# 愛知県道114号津島蟹江線

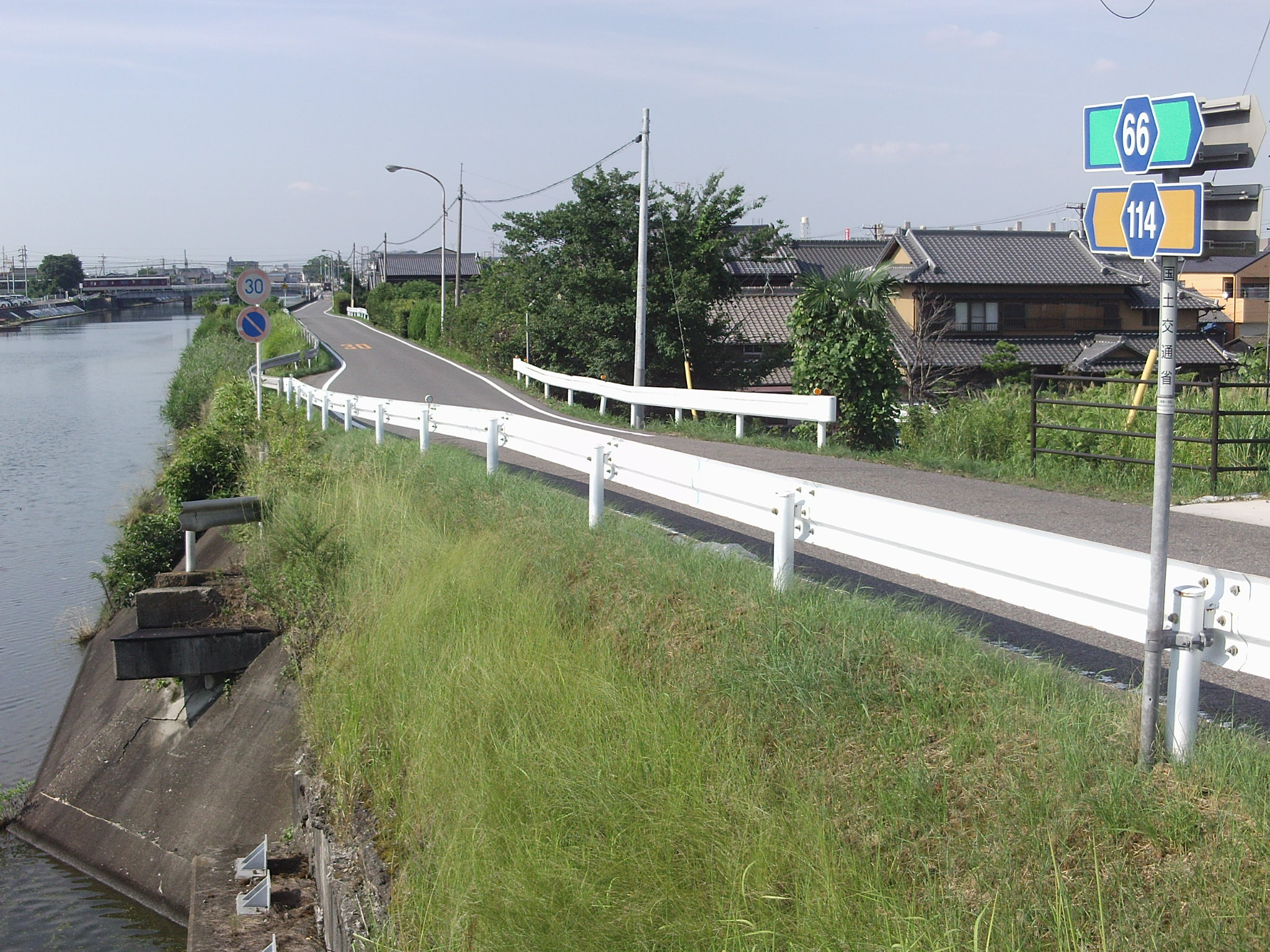
蟹江川に架かる蟹江大橋の東にある起点。この先に近鉄名古屋線の踏切道。（海部郡蟹江町宝）

愛知県道114号津島蟹江線（あいちけんどう114ごう つしまかにえせん）は、愛知県津島市から同県海部郡蟹江町に至る愛知県の一般県道である。

## 概要

### 路線データ
- 起点：愛知県津島市下新田町5丁目（国道155号交点）
- 終点：愛知県海部郡蟹江町舟入1丁目（国道1号・愛知県道66号蟹江飛島線交点）

## 沿革
- 1959年（昭和34年）12月15日：認定[1]
- 2014年（平成26年）10月14日：津島市愛宕町五丁目197番1地先から同八丁目19番1地先まで供用開始[2]

## 通過する自治体
- 愛知県
  - 津島市
  - 愛西市
  - 海部郡
    - 蟹江町

## 接続する道路
- 国道155号（下新田交差点）

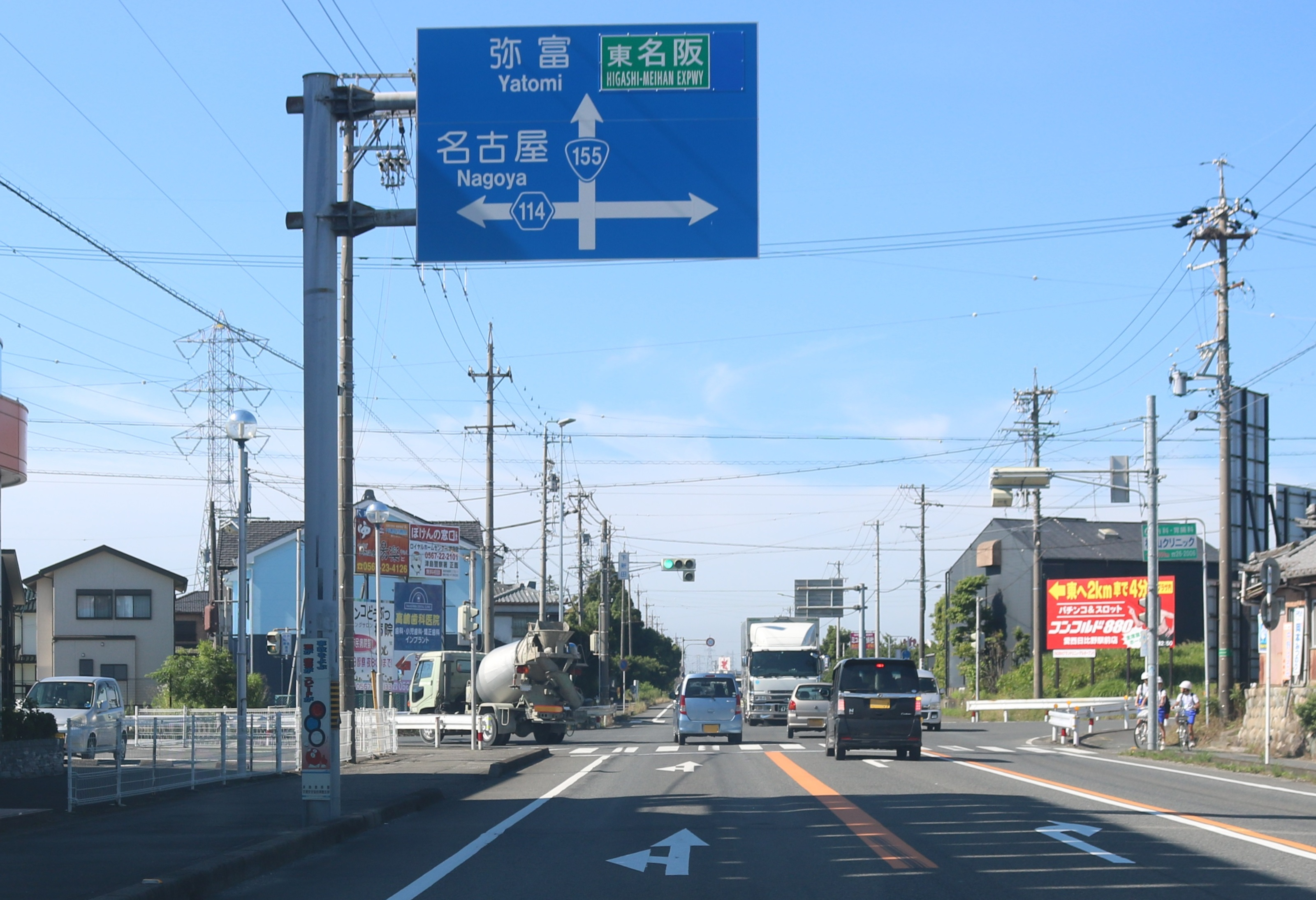
起点となる国道155号との下新田交差点、津島市下新田町にて

- 愛知県道458号一宮弥富線（巡見街道）（南本町6丁目交差点 - 西愛宕町交差点で重複）
- 愛知県道105号富島津島線（西愛宕町交差点）
- 愛知県道115号津島七宝名古屋線（唐臼町交差点）
- 愛知県道113号鹿伏兎大井線（鹿伏兎町西交差点）
- 愛知県道40号名古屋蟹江弥富線（善太橋東交差点 - 鹿伏兎町南交差点で重複）
- 愛知県道125号佐屋多度線（愛西市大井町弥八地内（JR関西本線永和駅西方））
- 愛知県道462号大藤永和停車場線（愛西市大井町弥八地内（永和郵便局前） - 大野字茶木交差点で重複）
- 愛知県道29号弥富名古屋線（大野字茶木交差点 - 東河原交差点で重複）
- 愛知県道516号平和蟹江線（蟹江町蟹江新田古新田地内）
- 愛知県道65号一宮蟹江線（西尾張中央道）（学戸交差点）

この間北行き一方通行の区間あり（蟹江町蟹江新町下之割地内 - 蟹江町蟹江本町川西地内）
この間南行き一方通行の区間あり（蟹江町城3丁目地内 - 蟹江町城4丁目地内）
- 国道1号・愛知県道66号蟹江飛島線（西尾張中央道）（蟹江大橋東交差点）

別経路（唐臼町交差点 - 学戸東交差点）
- 愛知県道115号津島七宝名古屋線（唐臼町交差点 - 新おにえ橋西交差点で重複）
- 愛知県道516号平和蟹江線（新おにえ橋西交差点 - 鹿伏兎橋西交差点で重複）
- 愛知県道113号鹿伏兎大井線（鹿伏兎橋西交差点）
- 愛知県道40号名古屋蟹江弥富線（鹿伏兎橋西交差点 - 上川田交差点で重複）
- 愛知県道29号弥富名古屋線（学戸東交差点）

## 沿線
- 津島市立図書館
- JR関西本線 永和駅
- 蟹江町役場